# Blues

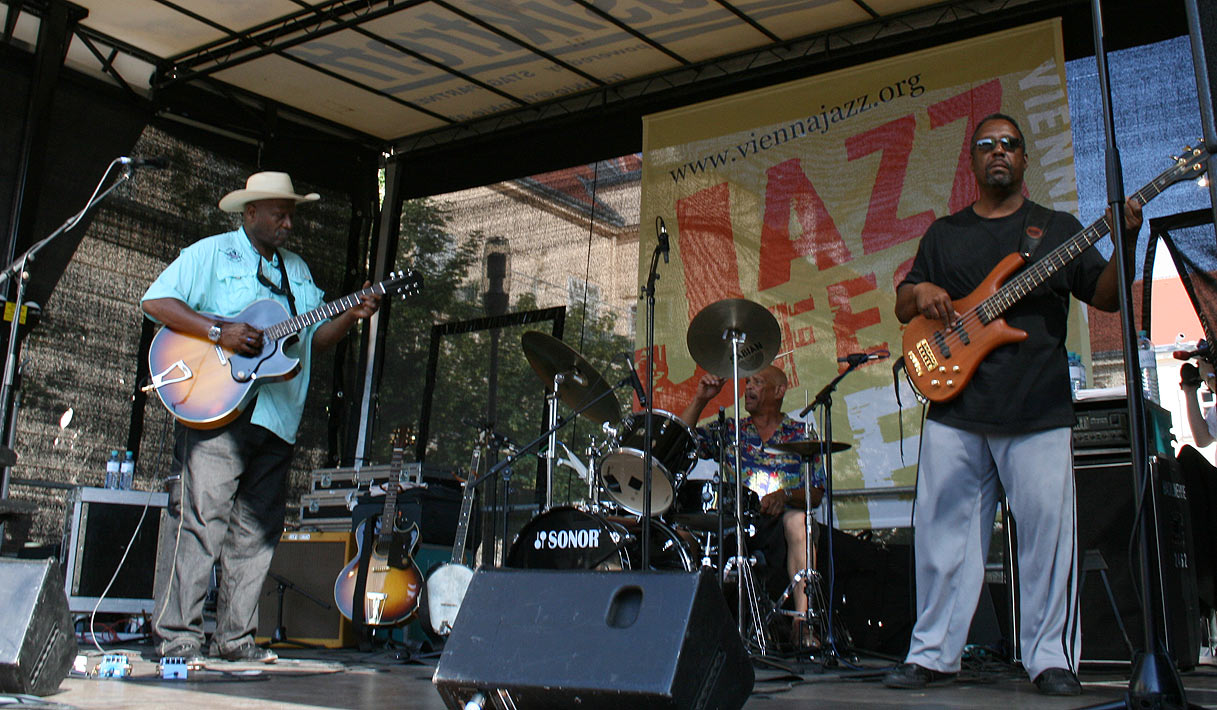
Taj Mahal Blues Trio

Blues [blu:z] je hudební styl, který vznikl v afroamerické otrocké komunitě na jihu Spojených států, zhruba v 60. letech 19. století. Blues je světská hudba vycházející z náboženských gospelů a spirituálů a je velmi výrazně ovlivněno africkou hudbou (zejména kmene Igbo ze západní Afriky). Na rozdíl od spirituálů byl v původním blues kladen hlavní důraz na sólový zpěv. Časté bylo používání modelu zvolání-odpověď. Sólový hlas byl později doprovázen hudebním nástrojem, velmi často kytarou. Slovo blues v angličtině vyjadřuje depresivní, smutný stav, což charakterizuje i mnoho bluesových skladeb. Často se však objevují i skladby s veselým, žertovným či sexuálním obsahem, nicméně patří k definičním vlastnostem žánru, že text vyjadřuje spíše pocity než vypráví příběh.

## Historie
Roku 1908 je doloženo první vydání bluesové notace. Za otce blues je označován trumpetista William Christopher Handy, autor klasických skladeb jako The Memphis Blues nebo St. Louis Blues. První autorskou bluesovou skladbou chráněnou autorským právem se roku 1912 stal píseň Dallas Blues Harta Wanda. V první polovině 20. století vznikla řada subžánrů jako delta blues, boogie-woogie, jump blues apod., stejně tak originálních lokálních tradic, např. Chicago blues. Po druhé světové válce došlo k přechodu od akustického k elektrickému blues a k postupné otevírání bluesové hudby širšímu publiku, zejména bílým posluchačům.  Legendou stylu se stal zejména kytarista B.B. King.  V 60. a 70. letech 20. století se vyvinula vlivná fúze zvaná blues rock, která spojovala bluesové styly s rockovou hudbou (Jimi Hendrix). Blues bylo dlouho vnímáno jako "černošská rasová hudba", ale to se změnilo zejména rovněž v 60. letech. Nejslavnějšími bělošskými bluesmany se stali Stevie Ray Vaughan a Eric Clapton. Blues zůstávalo také dlouho americkou specialitou, ale nakonec se rozšířilo i do Evropy, do Británie ho přivedl Alexis Korner, na kontinent Ital Zucchero, českou podobu blues hledal například Vladimír Mišík. 
Blues ovlivnilo vznik soulu, dalo rovněž základ jazzu, ragtimu, rock and rollu, rocku a dalším stylům západoevropské populární hudby, ovlivnilo i mnoho skladatelů vážné hudby a bylo nepřímým základem pro hip hop nebo pop music (zejména její větev zvanou R&B).

## Forma
Nejčastější a základní formou blues je dvanáctitaktová stále dokola opakovaná harmonická smyčka např. s následujícím složením:
| Takt    | Harmonická funkce |
| 1. – 4. | Tónika            |
| 5. – 6. | Subdominanta      |
| 7. – 8. | Tónika            |
| 9.      | Dominanta         |
| 10.     | Subdominanta      |
| 11.     | Tónika            |
| 12.     | Dominanta         |

Příkladem jednoduchého bluesového doprovodu je následující posloupnost akordových značek:
- {\displaystyle |E^{7}|E^{7}|E^{7}|E^{7}|A^{7}|A^{7}|E^{7}|E^{7}|H^{7}|A^{7}|E^{7}|H^{7}|\,\!}

## Melodie
Melodika vychází z bluesové pentatoniky, která je obvykle rozšiřována do některé z vícestupňových bluesových stupnic. Typická je nevyhraněnost mezi durovým a mollovým charakterem skladby – použití velké i malé tercie a velké i malé septimy (obzvláště častý je durový doprovod v kombinaci s mollovou melodickou linkou). Dalším charakteristickým tónem (jedním z tzv. blue notes) je zmenšená kvinta.

## Rytmus
Pro blues je typické čtyřčtvrťové členění taktu, kde je však každá čtvrtina dále členěna na dvanáctiny – jedná se o triolový rytmus s odlehčenou (nebo úplně vynechanou) druhou dvanáctinou v každé triole. Vzniká tím charakteristický „houpavý rytmus“, který lze přiblížit například jako opakování slabik „důba-důba-důba-důba“.
V melodii je s oblibou využíváno synkop a úmyslně nepřesného frázování, které se „nevejde“ do základního rytmu – tím je kromě harmonického napětí dosaženo také rytmického napětí mezi doprovodem a sólovou (zpěvnou) linkou.

## Představitelé

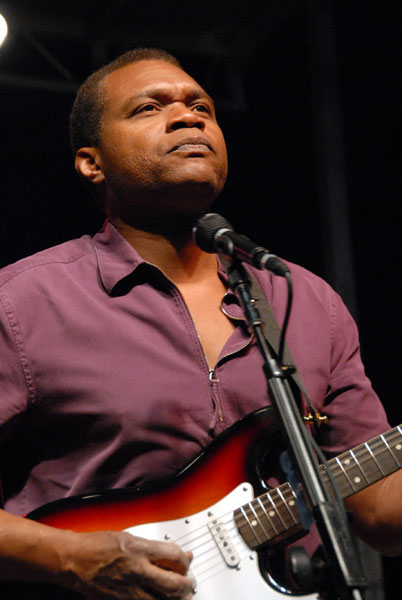
Bluesový kytarista Robert Cray

- Big Bill Broonzy
- Clarence Gatemouth Brown
- Albert Collins
- Robert Johnson
- Charlie Patton
- Leadbelly
- Blind Lemon Jefferson
- Lonnie Johnson
- Bessie Smith
- Muddy Waters
- Howlin' Wolf
- Sonny Boy Williamson
- John Lee Hooker
- Louisiana Red
- Buddy Guy
- Otis Rush
- Freddie King
- Albert King
- B. B. King
- Johnny Winter
- Magic Sam
- Hounddog Taylor
- Ike Turner
- John Mayall
- Peter Green
- Eric Clapton
- Kenny Wayne Shepherd
- Stevie Ray Vaughan
- Jeff Healey
- Gary Moore

### Čeští představitelé
- Jan Spálený
- Petr Kalandra
- Michal Prokop
- Martin Kraus
- Ivan Hlas
- Vladimír Mišík
- Eva Olmerová
- Pepa Streichl